# Онели (Перуђа)
Онели је насеље у Италији у округу Перуђа, региону Умбрија.
Према процени из 2011. у насељу је живело 51 становника. Насеље се налази на надморској висини од 955 м.